# Erik Göthe
Erik Göthe, född 1942, är en svensk jurist. Han är sedan 2001 verksam på Juristbyrån Wallnerström & Göthe i Rinkeby, Stockholm, som han bildade tillsammans med Mats Wallnerström.
Göthe är verksam som skribent i utrikespolitiska och juridiska frågor för tidskrifter som Tidskrift för Folkets rättigheter (TfFR), FiB/Kulturfront, Samtidsmagasinet Salt och Förr och Nu. Han är sedan 1970-talet aktiv i FiB Juristerna, periodvis som ordförande, och är redaktör för dess organ TfFR.
Ett av Göthes uppmärksammade mål var som offentlig försvarare för Kalle Hägglund gällande utgivningsrätten till Mein Kampf, som Hägglund hade gett ut 1992 och som Högsta domstolen avgjorde 1998. Göthe gav 1996 ut en bok om det då fortfarande pågående målet.
Göthe har varit översättare från tyska till svenska bland annat på Oktoberförlaget och Ordfront.